# 1080
1080 (MLXXX) var ett skottår som började en onsdag i den julianska kalendern.

## Händelser

### April
- 17 april – När Harald Hein dör efterträds han av sin bror Knut som kung av Danmark.

### Juni
- 25 juni – Wibert av Ravenna upphöjes på mötet i Brixen till motpåve under namnet Clemens III.

### Oktober
- 4 oktober – Påven Gregorius VII skriver ett brev till "Svearnas ärorike konung I" och uttrycker sin tillfredsställelse med folkets omvändelse till kristendomen. "I" syftar troligtvis på Stenkils son Inge den äldre, som därmed blir den förste svenske kung som omnämns i ett brev. Innehållet i påvebrevet handlar också om tiondeskatten från Sverige.

### Okänt datum
- Saint-Sernin, basilika i Toulouse börjar uppföras.
- Vladislav I Herman av Polen gifter sig med Judyta av Böhmen.
- Staden Pforzheim får stadsrättigheter.
- Oradea grundas av Ladislaus I.
- De tyska furstarna väljer Rudolf av Schwaben till motkonung. Han såras till döds vid Weisse Elster år 1080.

## Födda
- Edith av Skottland, drottning av England 1100–1118 (gift med Henrik I) (född omkring detta år)
- Harald Kesja, prins av Danmark.
- Teresa av Leon, portugisisk grevinna, drottning och regent.

## Avlidna
- 17 april – Harald Hein, kung av Danmark sedan 1076.
- 12 juni – Eskil, Södermanlands apostel (mördad).
- Håkan Röde, kung av Västergötland sedan 1066 eller 1068 och av hela Sverige sedan 1075 (möjligen även död föregående år).
- Isleif Gizursson, Islands förste biskop.
- Cao (kejsarinna), Kinas kejsarinna 1034-1063 och regent 1063-1064